# 양방언
양방언(梁邦彦 일본어: 梁 邦彦 료 구니히코[*], 1960년 1월 1일 - )은 재일 한국인 2세로, 대한민국의 국적을 가지고 일본에서 활동하는 피아니스트이자 뉴에이지 음악 작곡가이다.

## 약력
일본 도쿄도에서 제주도 북제주군 한림읍 협재리 출신의 아버지와 평안북도 신의주시 출신의 어머니 사이에서 태어났다. 아버지가 조선적을 가진 재일 조선인(조선민주주의인민공화국 국적자와는 다르다)이어서 원래는 그 자신도 출생부터 조선적이었으나, 1999년에 조선적을 버리고 대한민국 국적을 정식으로 취득하여 대한민국 국민이 되었다. 5살 때부터 피아노를 배우기 시작한 그는 학생시절의 밴드 활동에서 시작하여 일본 의과대학에 진학하기 전부터 키보드 연주자, 작곡가, 사운드 프로듀서로서 1980년에서 1995년까지 많은 레코딩, 라이브에 참가했다. 1985년에서 1986년까지 1년간 도 내의 대학병원에 근무했지만 그 후 음악 활동을 재개했는데, 락, 재즈, 클래식, 국악, 월드 뮤직 등을 포함한 다채로운 음악성이 좋은 평가를 받았다.
1996년 일본에서 첫 솔로 앨범인 《The Gate of Dreams》를 발매하였다. 이후 솔로 명의로 7장의 앨범을 출시했으며, 《Into The Light》 이후 런던 교향악단, 런던 필하모닉 오케스트라 등의 유명 관현악단들이 매번 참여하고 있다. 일본 NHK의 대작 애니메이션 '십이국기'(十二國記)의 음악을 작곡·연주했고, 이 OST는 5장의 CD로 일본에서 발매하게 된다. 또 홍콩 스타TV의 드라마 '정무문'과 성룡의 영화 '썬더볼트'에서 음악감독을 맡았다. 한국에서는 MBC 개국 40주년 기념드라마 '상도'의 테마 음악을 작곡하였으며, 앨범에 수록된 〈Frontier!〉는 2002년 아시안 게임의 공식 주제가로 채택되었다.
2013년에는 박근혜 대통령 취임식 축하 공연에서 배경음악으로 사용된 '아리랑 판타지'를 작곡하였으며, 이후 2018년 평창 동계올림픽의 음악감독으로 임명됐다. 2014년 소치 동계올림픽 폐막식에서는 차기 개최지 공연에서 음악감독을 맡아 피아니스트로 직접 무대에 올랐다. 일본에서는 2020년 도쿄 패럴림픽 특집 방송 다큐멘터리의 음악 작업을 맡기도 했다. 2018년 2월 9일 진행된 평창 동계올림픽 개막식에서는 이병우, 원일, 홍동기와 함께 공식 음악감독으로서 현장에 참여했고, 최종 성화봉송 프로그램에서 성화의 스타디움 진입과 김연아의 성화대 점화까지의 배경음악을 담당했다. 그밖에도 올림픽 찬가 파트와 '소망의 불꽃' 부분 음악도 맡았다. 2월 25일 진행된 폐막식에서는 올림픽 추모 행사인 '기억의 여정' 파트의 음악을 담당하였다.

## 작품

### 앨범
- 《The Gate of Dreams》 (일본 1996년, 대한민국 2002년)
- 《Wings of Mirage》(일본에서만 발매) (1997년)
- 《Into The Light》 (일본 1998년, 대한민국 2002년)
- 《Only Heaven Knows》 (1999년)
- 《Pan-O-Rama》 (2001년)
- 《Piano Sketch》 (2002년)
- 《Echoes》 (2004년)
- 《Timeless Story》 (2009년)
- 《Floating Circle》 (2011년)
- 《Piano Fantasy》 (2013년)
- 《Embrace》 (대한민국 2015년, 일본 2016년)
- 《The Best》 (2016년)
- 《Light and Shadow》(2021년)
- 《Neo Utopia》(2022년)

### 사운드 트랙
- 1994년 홍콩 스타 TV의 텔레비전 드라마 《정무문》(精武門)
- 1995년 영화 《썬더볼트》
- 2001년 문화방송의 텔레비전 드라마 《상도》
- 2002년 애니메이션 《십이국기》
- 2004년 애니메이션 《판타스틱 칠드런》닫는 노래〈물의 선잠〉
- 2005년 애니메이션 《영국사랑이야기 엠마》
- 2005년 한국방송공사의 다큐멘터리 《KBS스페셜:도자기》
- 2006년 애니메이션 《채운국이야기》
- 2007년 극장용 애니메이션 《천년여우 여우비》
- 2007년 영화 《천년학》
- 2007년 애니메이션 《영국사랑이야기 엠마 제 2막》
- 2007년 한국방송공사의 다큐멘터리《인사이트 아시아 - 차마고도》
- 2008년 온라인 게임 《아이온》
- 2010년 애니메이션 《레터 비》
- 2012년 온라인 게임 《아스타》
- 2013년 브랜드 OST 《BLACKYAK Himalayan》
- 2014년 애니메이션 《새벽의 연화》
- 2015년 영화 《어게인 : 끝없는 도전》
- 2021년 게임 명일방주

## 같이 보기
- 재일한국인
- 조선적
- 조선학교